# Mangamoord
De Mangamoord is een opgeloste Belgische moordzaak uit 2007. De dader kreeg de bijnaam "Mangadoder".
De zaak kreeg zijn bijnaam van de Belgische media vanwege notities die werden gevonden bij het slachtoffer. Deze nota's bevatten een zin in hoofdletters en in verschillende kleuren, welke een verwijzing vormde naar de mangareeks Death Note: "Watashi wa Kira dess" [sic]. Dit is een foute transliteratie van de Japanse zin "Ik ben Kira" (私はキラです, Watashi wa Kira desu). Light Yagami, het hoofdpersonage van deze reeks die de schuilnaam "Kira" gebruikt in het verhaal, is een seriemoordenaar die een bovennatuurlijk notaboekje gebruikt om de wereld van criminelen te zuiveren.
De moordzaak kreeg veel aandacht van de Japanse pers.

## Details
Op vrijdag 28 september 2007 werden delen van een verminkt lichaam (de torso en twee dijen) gevonden in het Dudenpark te Vorst door twee voetgangers die de geur van het lijk opmerkten. Kort na de ontdekking werden twee nota's gevonden die naar de reeks Death Note verwezen.
De detectives die de zaak behandelden waren niet in staat om het slachtoffer te identificeren vanwege het beperkt aantal gevonden lichaamsdelen. Zij stelden dat de zaak mogelijk een practical joke van een geneeskundestudent kon zijn; het academiejaar was net begonnen en studenten hadden een relatief gemakkelijke toegang tot lijken. Ondanks deze theorie vreesde de politie dat ze te maken hadden met een seriemoordenaar.
Een publieke vraag naar getuigen leidde tot één reactie. Een jogger had een blonde man zien liggen op dezelfde plek waar het slachtoffer twee dagen later gevonden werd. De getuige dacht dat de man lag te slapen en schonk geen aandacht aan het voorval. Het is niet zeker of deze man het slachtoffer was.

## Conclusie van de zaak
In juni 2013 werden twee verdachten, Sidi Mohamed Atir en Abdessamad Azmi, veroordeeld tot gevangenisstraffen van 20 jaar. Een derde verdachte, Zacharia Benaissa, werd veroordeeld tot 23 jaar. Benaissa ontvluchtte het land. Hij werd op 15 mei 2016 gearresteerd in Gabon, waarna hij naar België werd gebracht om zijn straf uit te zitten in de gevangenis van Vorst.